# RNA依存性RNAポリメラーゼ
RNA依存性RNAポリメラーゼ (英語:RNA-dependent RNA polymerase,RdRp・RDR)、 またはRNA複製酵素とはRNAを鋳型にRNAの複製を合成する酵素である。RNAを鋳型とする点で、DNAを鋳型としてRNAの転写を行う典型的なRNAポリメラーゼ（DNA依存性RNAポリメラーゼ）と対照的である。
RNA依存性RNAポリメラーゼ (RdRp) はRNAのゲノムを保有し、かつ増殖ステップにDNAが関わらないウイルスにおいて必須のタンパク質である 。この酵素は鋳型のRNAと相補的となるRNAの合成を触媒する。 RNAの複製機構は2段階からなる。最初のステップは複製の開始であり、RNAの複製は鋳型RNAの3'末端、もしくはその近傍から始まる。複製開始はプライマーを必要としない方法（de novo合成）と、VPgなどのプライマーを必要とする方法とに分かれる。また、de novoの複製開始は最初のヌクレオシド三リン酸 (NTP) の3'-OHに付加される次のNTPの有無に左右される。複製開始に続く伸長過程においては、次のNTPを付加する核酸転移反応が繰り返され、最終的に相補的なRNAを生じる。RNA依存性RNAポリメラーゼはRNAワールド仮説を巡る探究の目標となっている。

## 歴史
ウイルス性のRNA依存性RNAポリメラーゼは1960年代初頭、メンゴウイルスとポリオウイルスの研究中に発見された。この2つのウイルスは細胞によるDNA指向性のRNA合成系の阻害薬であるアクチノマイシンDに非感受性である。このDNA依存的RNA合成系の阻害に対する感受性の欠如は、ウイルスが独自のRNA合成酵素を持ち、かつこの酵素がDNAではなくRNAを鋳型とするものであることを示唆した。
最も有名なRNA依存性RNAポリメラーゼの一例としてポリオウイルスのものがあげられる。RNAのゲノムを持つこのウイルスは、細胞表面のレセプターと付着することで発生するエンドサイトーシスによって細胞内へ侵入する。細胞内に侵入したウイルスのRNAは直ちに相補的なRNAを合成するための鋳型として働くことができる。合成された相補鎖はそれ自体が新しいウイルスゲノムの鋳型として働く。新しく合成されたウイルスゲノムは娘ウイルスに封入され、細胞外に放出された後、他の宿主細胞へ感染する。 こういった複製様式のメリットはゲノムの複製過程にDNAが関わらないため、複製が早く簡単に行われることである。一方で、DNAの"バックアップ"を持たないというデメリットを抱える。
多くのRNA依存性RNAポリメラーゼは膜と連結して存在しており、それ故に研究が難しい。最もよく知られるRNA依存性RNAポリメラーゼはポリオウイルスの3Dpolタンパク質、水泡性口炎ウイルスのLタンパク質、C型肝炎ウイルスのNS5Bタンパク質である。
ウイルスのみならず多くの真核生物もまたRNA依存性RNAポリメラーゼを持ち、真核生物のRNA依存性RNAポリメラーゼはRNA干渉におけるsiRNAの増幅に関与している。 この場合、RNA依存性RNAポリメラーゼは二次的なsiRNAを転写を行う。増幅されたsiRNAへは続いて3型アルゴノート (SAGO) が結合し、標的のmRNAを抑制する。
RdRpはウイルス種の間でよく保存されており、さらにテロメアーゼとも関連性が見出される。しかしながら、なぜ遺伝的に多様であるウイルスの間でこのタンパク質が保存されているのかは2009年現在においても不明である。その類似性からウイルスのRNA依存性RNAポリメラーゼはヒトのテロメアーゼの祖先ではないかと推測されている。

## 構造
全てのRNAを鋳型とするRNAポリメラーゼは多くのDNAを鋳型とするポリメラーゼと同様に、fingers、palm、およびthumbと呼ばれる3つのサブドメインからなる右手構造に例えられる折りたたみを持つ。ただし、これらのサブドメインの中でもポリメラーゼ酵素の間でよく保存されているのは、4つのアンチパラレルなβシートと2つのαヘリックスによって構成されるpalmサブドメインのみである。 RNA依存性RNAポリメラーゼのpalmサブドメインは、3つのよく保存されたモチーフ（A、B、およびC）によって構成される。 モチーフA (D-x(4,5)-D) とC (GDD) は並列して配置している。この2つのモチーフが含むアスパラギン酸はMg2+やMn2+、あるいはその両者と結合するらしい。モチーフBのアスパラギンはヌクレオシド三リン酸を選択に関わる。すなわち、デオキシヌクレオシド三リン酸の代わりにヌクレオシド三リン酸を選択する。それ故にこのポリメラーゼはDNAではなくRNAを合成する。ドメインの構成と、活性中心の三次元構造は、全体的に配列の配列類似性が低いにも関わらずRNA依存性RNAポリメラーゼ間で広く保存されている。活性中心を構成するいくつかのモチーフは保存されたアミノ酸残基を多数含む。